# Агамі
Агамі (Psophia) — рід журавлеподібних птахів, єдиний у родині агамієвих (Psophiidae). Містить 3 види.

## Поширення
Агамі трапляються в північній частині Південної Америки. Мешкають у тропічних дощових лісах.

## Опис
Ззовні птахи схожі більше на куроподібних, ніж на журавлів. Тіло завдовжки 45-52 см та вагою 1,5-2 кг. Шия та ноги довгі, дзьоб короткий, ледь зігнутий. Оперення м'яке, на дотик схоже на шерсть.

## Види
- Агамі сірокрилий (Psophia crepitans)
- Агамі білокрилий (Psophia leucoptera)
- Агамі зеленокрилий (Psophia viridis)